# Michal Kukučka
Michal Kukučka (Nové Mesto nad Váhom, 12 aprile 2002) è un calciatore slovacco, portiere del Norimberga.

## Carriera
Cresciuto nel settore giovanile dell'AS Trenčín, debutta in prima squadra il 6 marzo 2021 in occasione dell'incontro di Superliga slovacca vinto 2-0 contro lo Spartak Trnava.
Nel 2024 si trasferisce al Norimberga, nella seconda divisione tedesca.

## Statistiche

### Presenze e reti nei club
Statistiche aggiornate al 21 novembre 2021.
| Stagione        | Squadra         | Campionato      | Campionato | Campionato | Coppe nazionali | Coppe nazionali | Coppe nazionali | Coppe continentali | Coppe continentali | Coppe continentali | Altre coppe | Altre coppe | Altre coppe | Totale | Totale |
| Stagione        | Squadra         | Comp            | Pres       | Reti       | Comp            | Pres            | Reti            | Comp               | Pres               | Reti               | Comp        | Pres        | Reti        | Pres   | Reti   |
| --------------- | --------------- | --------------- | ---------- | ---------- | --------------- | --------------- | --------------- | ------------------ | ------------------ | ------------------ | ----------- | ----------- | ----------- | ------ | ------ |
| 2020-2021       | AS Trenčín      | SL              | 12         | 0          | CS              | 2               | 0               |                    | -                  | -                  |             | -           | -           | 14     | 0      |
| 2021-2022       | AS Trenčín      | SL              | 13         | 0          | CS              | 1               | 0               |                    | -                  | -                  |             | -           | -           | 14     | 0      |
| Totale carriera | Totale carriera | Totale carriera | 25         | 0          |                 | 3               | 0               |                    | -                  | -                  |             | -           | -           | 28     | 0      |